# .kp
.kp – krajowa domena internetowa najwyższego poziomu zarezerwowana dla Korei Północnej, już przydzielona do tego kraju. Została zatwierdzona 24 września 2007 roku.